# Chiesa di San Martino (Cermignano)
La chiesa di San Martino è un edificio di culto cattolico situato a Poggio delle Rose, frazione di Cermignano in provincia di Teramo e arcidiocesi di Pescara-Penne.

## Storia
Secondo fonti non verificabili, la chiesa sarebbe stata costruita all'inizio del XVII secolo, ampliando una preesistente cappella rurale; a supporto di ciò, è stata ritrovata una campana riportante la data del 1630. 
Lavori di ristrutturazione sono stati effettuati nel 1937 e nel 2000, mentre il presbiterio è stato rifatto tra il 2009 e il 2010.

## Descrizione

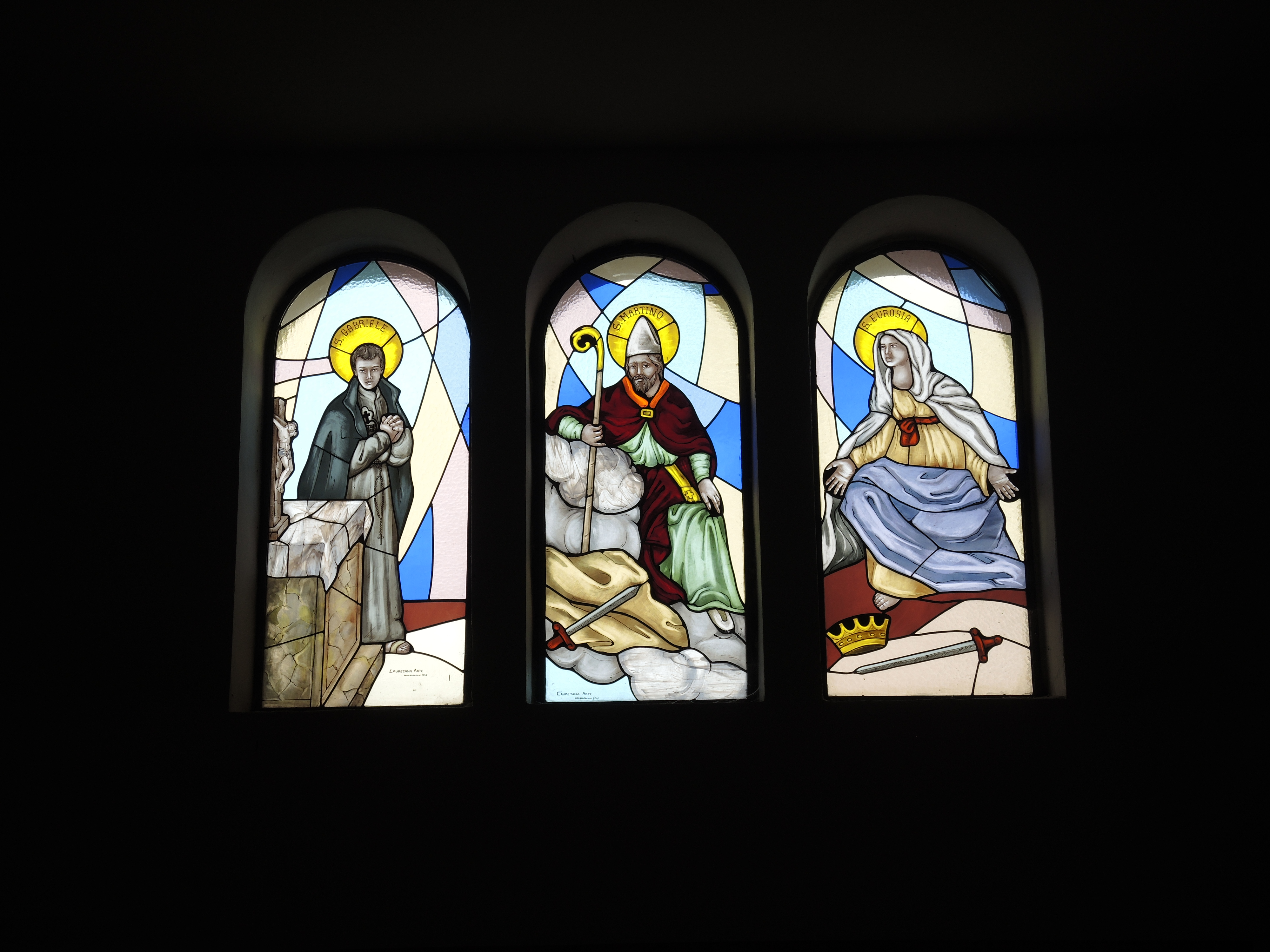
Le tre vetrate policrome della facciata

La chiesa si presenta in stile moderno; la sua struttura odierna e le sue fondamenta sono in calcestruzzo armato.
Sulla facciata sono presenti tre finestroni ad arco a tutto sesto, le cui vetrate policrome rappresentano san Martino (titolare della chiesa), san Gabriele dell'Addolorata e sant'Eurosia; più in alto si trova un oculo cieco, e quindi un timpano spezzato. Contro la parte destra della facciata si erge il campanile realizzato in mattoni a vista, sormontato da una guglia piramidale e riportante anche un orologio.
L'interno è stato costruito ad aula unica, suddivisa in tre campate e priva di abside, con l'altare maggiore collocato direttamente in fondo.